# 白沙灣 (港島東區)

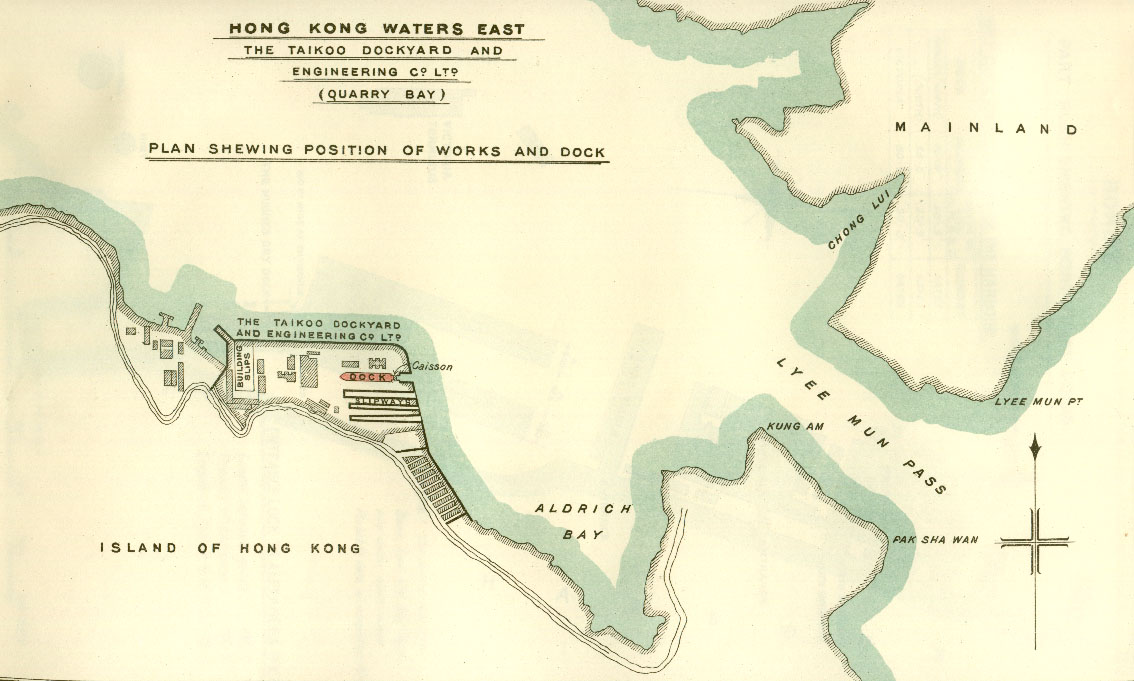
1900年代香港島地圖：
白沙灣（Pak Sha Wan）在圖右的位置

白沙灣，或作鯉魚門灣，是香港昔日海灣，位於香港島東區，現時為港鐵公司上蓋物業杏花邨的所在地。

## 歷史
白沙灣原本是一片石灘。

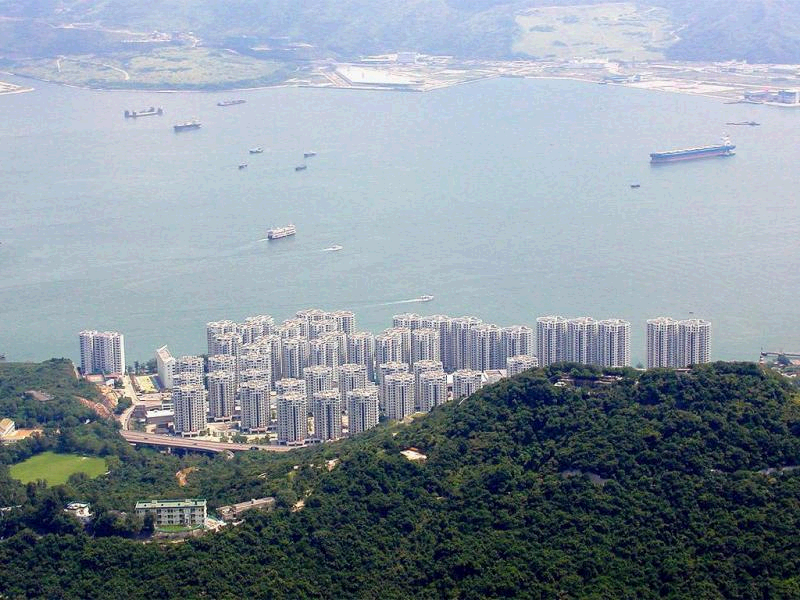
白沙灣全景：
圖中近海一帶為杏花邨下邨，最左方2幢大廈為杏花園；上邨則位於圖中前方

在1922年的軍部地圖，白沙灣標示為 ，意即鯉魚門灣。
1970年代，白沙灣附近的一幅土地（今城巴柴灣車廠與新巴創富道車廠）成為建造香港地鐵（今港鐵一部份）海底隧道組件的地方。1982年至84年間，地下鐵路公司（今港鐵公司）發展港島綫，路線捨棄經傳統柴灣道進入柴灣的路線，改由筲箕灣經過該處到達終點站。
地鐵公司決定於白沙灣填海發展大型私人屋苑，並設立一車站，當時考慮的名稱有「白沙灣站」、「柴灣碼頭站」及「北柴灣站」。及後屋苑定名為「杏花邨」，車站最後稱為杏花邨站。
由於香港島南區赤柱和新界西貢區都有一個用白沙灣命名的海灣，為免混淆各區的「白沙灣」，自從杏花邨建成後，杏花邨已成為該區的地名，並與柴灣作合併規劃。
根據香港特別行政區政府法定圖則及地區規劃，杏花邨所在的白沙灣是港島規劃區的第20區，與柴灣和小西灣同屬該規劃區。

## 教育
- 嶺南中學
- 救世軍韋理夫人紀念學校
- 香港專業教育學院柴灣分校
- 宣道會上書房中英文幼稚園
- 聖道明中英文幼稚園暨國際幼兒園